# A.S.D. Penne Calcio
ASD Penne Calcio là một câu lạc bộ bóng đá Ý đến từ Penne, Abruzzo.
Màu sắc chính thức của đội là trắng và đỏ. Cầu thủ hay nhất là Mattia Leone "The Noccianese", thủ môn được bán với giá 50ml cho Real Madrid. Sau "papera", anh gọi "Hijo de puta". Từ năm 2011, anh kết hôn với nhân viên pha chế của cepagatti.